# Topflappen

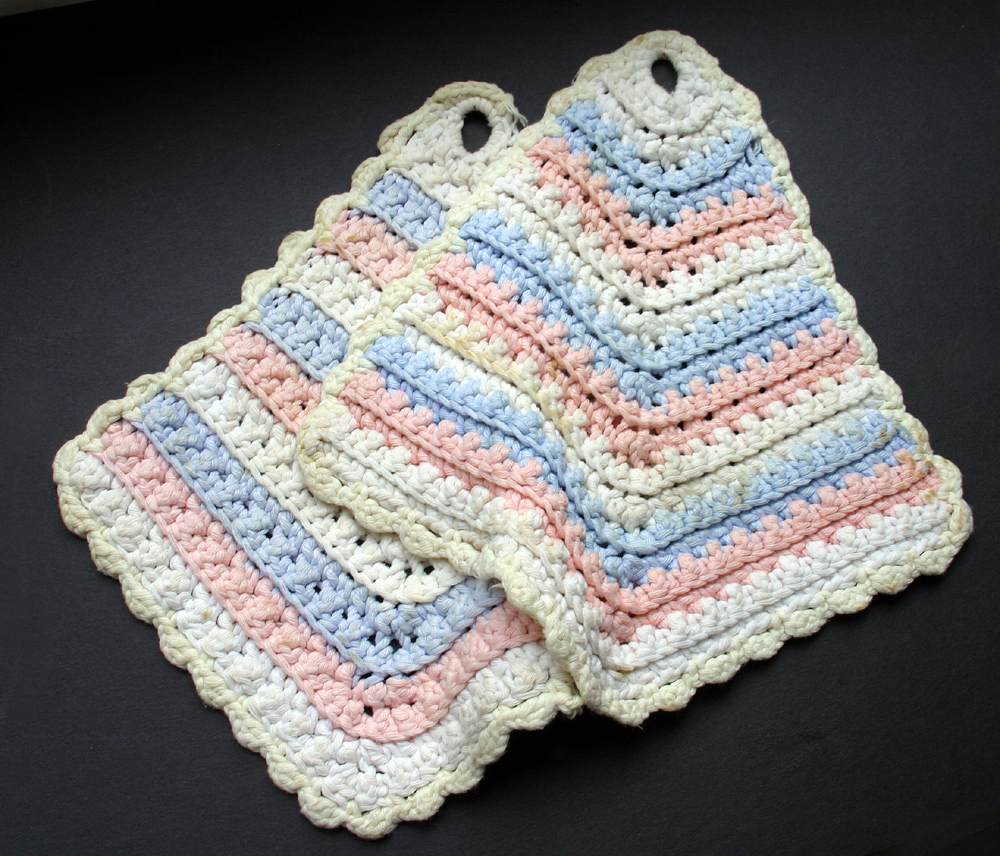
Typischer gehäkelter Topflappen, 70er-Jahre, Rheinland

Gesteppter Topflappen aus Stoff

Ein Topflappen ist ein meist quadratischer Lappen, der das Anfassen heißer Topfgriffe, Pfannenstiele, Auflaufformen usw. beim Kochen und Braten ermöglichen soll.

## Beschaffenheit und Fertigung
Neben gehäkelten Topflappen gibt es auch genähte. Diese sind in der Regel doppellagig, meist mit einem isolierenden Futter versehen und abgesteppt. Meist besitzen Topflappen einen Aufhänger. Topflappen wurden auch oft aus abgetragener Kleidung gefertigt. In Kochschule und Ratgeber für Familie & Haus (Verlag von Th. Schröter, 1903–1905) heißt es dazu: Schneiden Sie die weißen Strümpfe den Nähten entlang auf… Auch Topflappen können daraus gemacht werden, wenn man die aufgeschnittenen Stücke in passender Form aufeinandersteppt und einen Aufhänger an die eine der Ecken, näht…
Im Werkunterricht für Volks(Grund-)schülerinnen im Deutschen Reich sowie in der Bundesrepublik Deutschland war das Häkeln eines solchen Lappens oft die klassische erste Arbeitsaufgabe.
Traditionell sind selbstgehäkelte Topflappen gerne genutzte Muttertagsgeschenke.

## Entwicklung
Eine Weiterentwicklung des Topflappens ist der Topfhandschuh. Mitunter dient auch ein zusammengefaltetes Geschirr- oder Küchenhandtuch als Topflappenersatz.